# Santa Barbara (Galatina)
Santa Barbara è una frazione del comune di Galatina, in provincia di Lecce.
Sorge sulla strada che collegava Galatina con Copertino, a circa 2.50 km da Collemeto.

## Storia
Il piccolo centro di Santa Barbara si è sviluppato soprattutto nel XX secolo, intorno all'omonima masseria del XVI secolo.
Nei documenti medievali la località aveva il nome di "Santa Barbara de paludibus" per la presenza di una palude ora bonificata, ma un tempo utilizzata per la macerazione del lino. Proprio vicino a quei terreni sorse nel '500 il casale agricolo che, dopo varie successioni di proprietà, fu venduto a Domenico Andriani. La famiglia Andriani De Vito rimase padrona di Santa Barbara fino all'abolizione del regime feudale.
Nel 1966 fu costruita la cappella dedicata a Santa Barbara. Al suo interno è presente una tela raffigurante la Santa che protegge la torre dai fulmini.

## Eventi
- Sagra dell'uva - 19/20 luglio